# Diana Fowley
Personaje de The X-Files interpretado por Mimi Rogers, es una Agente Especial, que fue asignada a los Expedientes X después de que los reabrieran a causa de los sucesos de la película. 
En el pasado tuvo una relación con Fox Mulder cuando él salió de la Academia de Quantico. Trabajaron juntos en Los Expedientes Secretos X cuando Mulder apenas empezaba a descubrirlos. Estuvo  fuera de Estados Unidos durante muchos años, se dice que fue reuniéndose con las mujeres que habían sido raptadas por extraterrestres en Europa para saber sus conocimientos en la conspiración, pero a partir de "The End" volvió a trabajar en Washington.
Se sabe que El Fumador recurrió a ella cuando su hijo de este, el Agente Especial Jeffrey Spender, lo defraudó. El Fumador dijo que nunca lo traicionó. 
Su pasado con Mulder es uno de los secretos mejor guardados de la serie, aunque su sola presencia hace que la tensión entre Mulder y Scully aumente y que los fanáticos de la serie la odien porque ven en ella una amenaza a la relación Mulder-Scully.

## Apariciones

### Quinta temporada
- The End

### Sexta temporada
- The Beginning
- Two Fathers
- One Son
- Biogenesis

### Séptima temporada
- The Sixth Extinction
- The Sixth Extinction II: Amor Fati: En este episodio Scully le dice a Mulder que Diana Fowley fue asesinada.

- Datos: Q1610689